# Jefferson (ciruela)
Jefferson es una variedad cultivar de ciruelo (Prunus domestica), de las denominadas ciruelas europeas,
una variedad de ciruela obtenida por el juez Buel, Albany (Nueva York), alrededor de 1825.
Las frutas tienen un tamaño de medio a grande, color de piel amarillo verdoso, cambiando a amarillo bronce, a veces con un ligero rubor rosado en la mejilla expuesta, y pulpa de color amarillo intenso, con textura jugosa, firme pero tierna, y sabor dulce, suave, agradable, muy bueno. Tolera las zonas de rusticidad según el departamento USDA, de nivel 5, 6, 7, 8, 9, 10.

## Sinonimia
- "Jefferson plum",
- "Jefferson Gage",[5]
- "Green Gage Jefferson",[3]
- "Bingham incor",
- "Prune Jefferson".[6]

## Historia
La variedad 'Jefferson' fue obtenida por el juez Buel, Albany (Nueva York), alrededor de 1825. El creador presentó un árbol de esta variedad a la "Sociedad de Horticultura" de Massachusetts en 1829, y en 1841 se entregaron árboles a la "Sociedad de Horticultura" de Londres, que fructificó en 1845. El parentesco de la variedad se relaciona con el grupo de las ciruelas "Reina Claudia"; Floy pensó que era una plántula de 'Washington Gage', y Elliott sugirió que era plántula de una semilla de Coe's Golden Drop, a la que se parece mucho en crecimiento y madera". En 1852, la "American Pomological Society" colocó esta variedad en su catálogo de frutas dignas de cultivo general.
Ha sido descrita por : 1. Downing Fr. Trees Am. 279, 280 fig. 108. 1845. 2. Horticulturist 1:11, 93. 1846. 3. Floy-Lindley Guide Orch. Gard. 420. 1846. 4. Thomas Am. Fruit Cult. 325, 326, fig. 251. 1849. 5. Mag. Hort. 16:453 fig. 25. 1850. 6. Hovey Fr. Am. 2:1, Pl. 1851. 7. Am. Pom. Soc. Cat. 54. 1852. 8. Elliott Fr. Book 411. 1854. 9. Thompson Gard. Ass't 518, Pl. 1. 1859. 10. Mas Le Verger 6:17, Pl 9. 1866-73. 11. Pom. France 7:No. 28. 1871. 12. Hogg Fruit Man. 707. 1884. 13. Gaudier Pom. Prak. Obst. No. 95, Col. p1. 1894. 14. Cornell Sta. Bul. 131:188. 1897.
'Jefferson' está cultivada en diversos bancos de germoplasma de cultivos vivos, tales como en National Fruit Collection (Colección Nacional de Fruta) de Reino Unido con el número de accesión: 2003-008 y Nombre Accesión : Jefferson.

## Características
'Jefferson' árbol de mediano a grande, vigoroso, extendido, de copa abierta. Las flores deben aclararse para que los frutos alcancen un calibre más grueso. Tiene un tiempo de floración que comienza a partir del 17 de abril con el 10% de floración, para el 21 de abril tiene una floración completa (80%), y para el 1 de mayo tiene un 90% de caída de pétalos.
'Jefferson' tiene una talla de fruto de tamaño medio a grande, de forma redondeado-ovalado, no comprimido, mitades iguales, cavidad poco profunda, estrecha, abrupta, con la sutura muy poco profunda, indistinta, y el ápice redondeado;epidermis tiene una piel delgada, dura, ligeramente adherida, de color amarillo verdoso, cambiando a amarillo bronce, a veces con un ligero rubor rosado en la mejilla expuesta, a menudo indistintamente rayado y moteado de verde antes de la madurez completa, puntos lenticelares numerosos, muy pequeños, grises o rojizos; Pedúnculo corto, grueso o semi grueso, muy pubescente, ubicado en una cavidad del pedúnculo con anchura y profundidad medias, rebajada en la sutura de forma variable;pulpa de color amarillo intenso, con textura jugosa, firme pero tierna, y sabor dulce, suave, agradable, muy bueno.
Hueso semi-libre, aplanada, ampliamente ovalada, de punta abrupta, con un cuello corto en la base, romo en el ápice, con superficies rugosas y picadas, con sutura ventral fuertemente surcada, alada, y sutura dorsal con un surco ancho y profundo.
Su tiempo de recogida de cosecha se inicia en mitad de temporada, período de maduración largo.

## Progenie
'Jefferson' tiene en su progenie como Desporte, a las nuevas variedades de ciruela:
- Allgrove's Superb

'Jefferson' tiene en su progenie como "Parental Madre", a las nuevas variedades de ciruela:
- Utility

'Jefferson' tiene en su progenie como "Parental Padre", a las nuevas variedades de ciruela:
- Goldfinch.[10]

## Usos
La ciruela 'Jefferson' se comen crudas de fruta fresca en mesa, y en macedonias de frutas.

## Enfermedades y plagas
Plagas específicas:
Pulgones, Cochinilla parda, aves Camachuelos, Orugas, Araña roja de árboles frutales, Polillas minadoras de hojas, Pulgón enrollador de hojas de ciruelo.
Enfermedades específicas:
Hoja de plata, cancro bacteriano, marchitez de flores y frutos por podredumbre parda.